# Roy Señeres
Roy Villareal Señeres Sr. (Mambusao, 6 luglio 1947 – Taguig, 8 febbraio 2016) è stato un politico e diplomatico filippino.
Ricoprì la carica di auditore e successivamente di direttore regionale del Dipartimento del Lavoro e dell'Occupazione nel corso del governo Marcos, dal 1972 al 1984. Più tardi fu ambasciatore delle Filippine negli Emirati Arabi Uniti dal 1994 al 1998, durante l'amministrazione Ramos.
Nel maggio 2013 fu eletto nella Camera dei rappresentanti delle Filippine, in qualità di membro della lista elettorale OFW Family Club, gruppo da lui stesso fondato. Candidatosi inizialmente alle elezioni presidenziali del 2016, si ritirò dalla corsa il 5 febbraio 2016.

## Biografia
Roy Villareal Señeres nacque il 6 luglio 1947 a Mambusao, nella provincia di Capiz, dal militare Federico L. Señeres e dalla casalinga Lourdes Bayot Villareal. Suo padre combatté contro il dominio dell'impero giapponese durante la seconda guerra mondiale.
Nell'ottobre 2015 annunciò la propria candidatura alle elezioni presidenziali del 2016. Ritirò la propria candidatura alcuni mesi dopo, il 5 febbraio 2016, citando problemi di salute.
Morì all'età di 68 anni solamente alcuni giorni dopo il ritiro dalle presidenziali, la mattina dell'8 febbraio 2016, a causa di un ictus attribuibile alla sua lunga battaglia con il diabete. Señeres era stato trasportato d'urgenza al St. Luke's Medical Center di Taguig, ma spirò poche ore dopo.

### Vita privata
Sposò Minerva Maaño, con la quale ebbe 6 figli, tra cui i politici Roy Jr. e Christian Señeres.